# Rome (Nowy Jork)
Rome – miasto w Stanach Zjednoczonych, w stanie Nowy Jork, na północny zachód od miasta Utica. Około 34,9 tys. mieszkańców.
Na terenie miasta w dniach 23-25 lipca 1999 została zorganizowana 30. rocznica festiwalu Woodstock - Woodstock 1999. Zgromadził ok. 200 tys. widzów, dla których zagrali m.in. Dave Matthews Band, Aerosmith, Metallica, Alanis Morissette, Red Hot Chili Peppers, The Offspring.